# سفيتوسلاف دياكوف
سفيتوسلاف دياكوف (بالبلغارية: Светослав Дяков)‏ (31 مايو 1984 بلاغويفغراد بلغاريا - ) هو لاعب كرة قدم بلغاري، يلعب كلاعب وسط.

## روابط خارجية
- سفيتوسلاف دياكوف على موقع الاتحاد الأوربي (الإنجليزية)
- سفيتوسلاف دياكوف على موقع قاعدة بيانات كرة القدم.إي يو (الإنجليزية)
- سفيتوسلاف دياكوف على موقع ناشيونال فوتبول تيمز (الإنجليزية)
- سفيتوسلاف دياكوف على موقع Soccerway.com (الإنجليزية)
- سفيتوسلاف دياكوف على موقع AS.com (الإسبانية)